# Enric Morera i Viura
Enric Morera i Viura (Barcelona, 22 de maig de 1865 - 11 de març de 1942) fou un compositor català prolífic, que va escriure mig centenar de partitures per a l'escena, nombroses obres simfòniques i poemes corals, concerts i una missa de rèquiem, encara que sobretot és conegut per les seves sardanes, cinquanta-sis per a cobla i un nombre més reduït, però d'un caràcter encara més personal, per a cor, entre les quals La Santa Espina, Les fulles seques, La sardana de les monges i L'Empordà. La seva obra s'adscriu a l'estètica neoromàntica del nacionalisme musical català.
El fons personal d'Enric Morera es conserva a la Biblioteca de Catalunya i al Museu de la Música de Barcelona.

## Vida

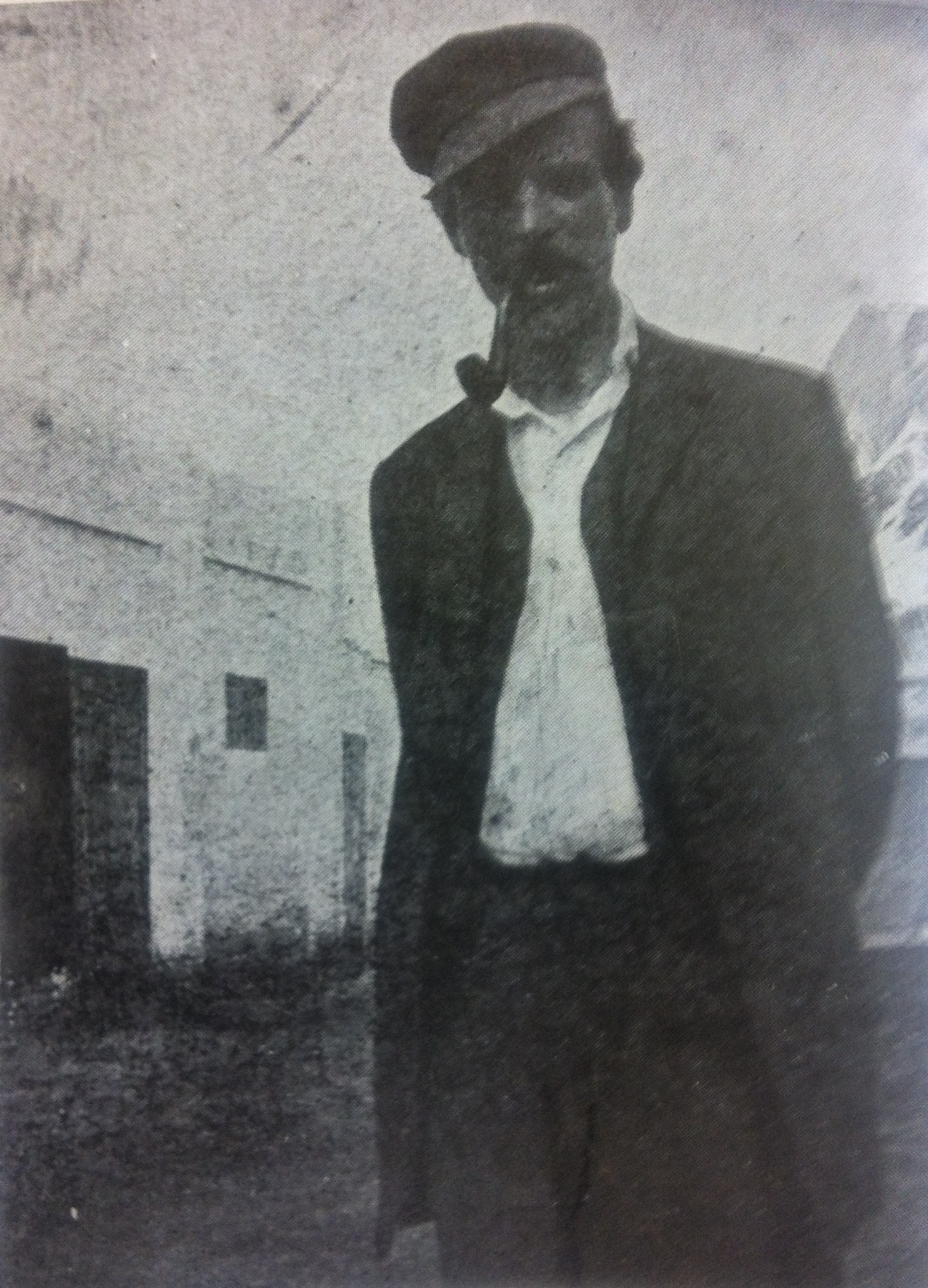
Enric Morera. "Reposant a la meva sínia de Sitges" (fotografia publicada a Moments Viscuts, auto-biografia)

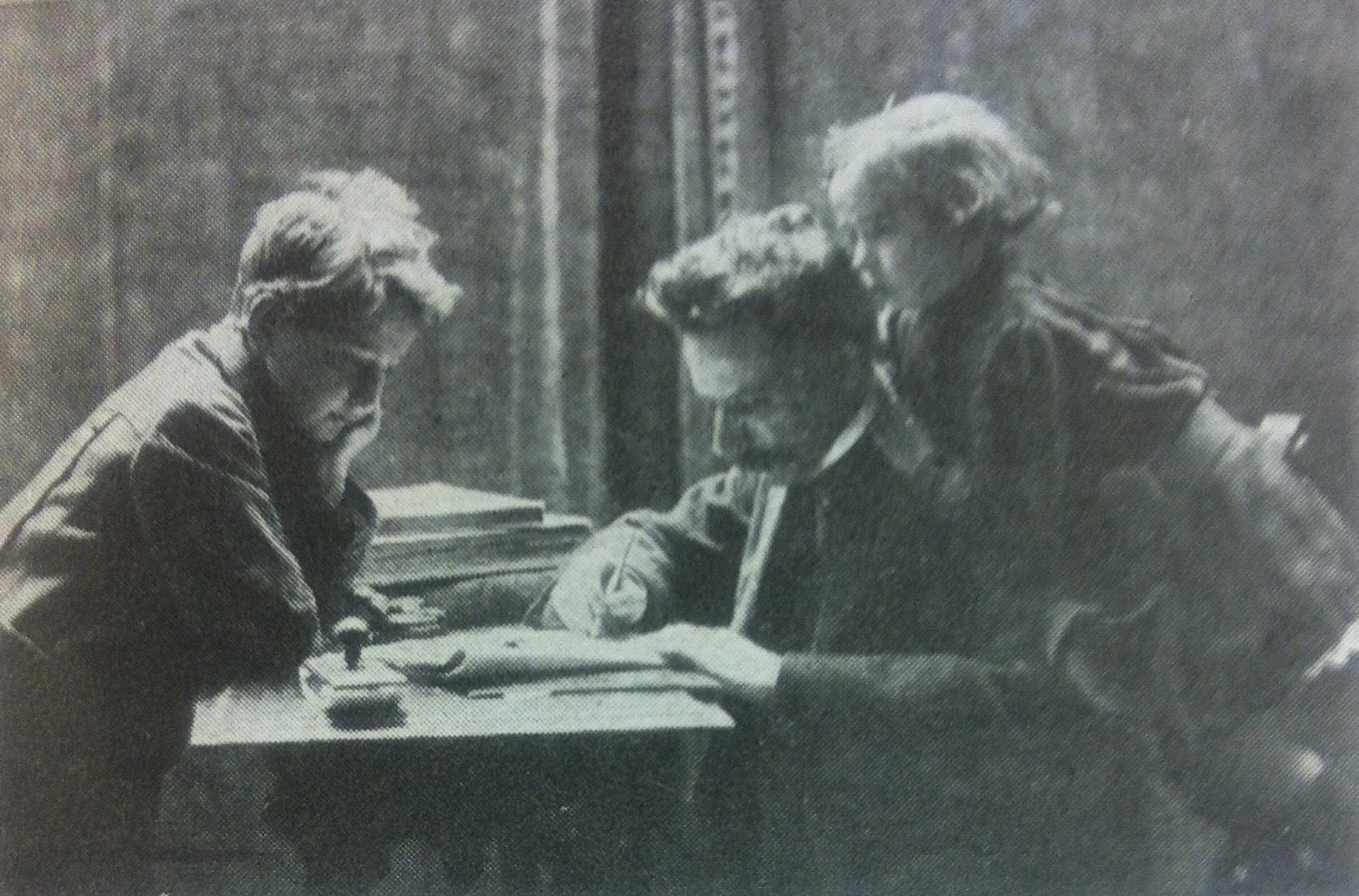
Enric Morera. "Els meus fills, fent-me companyia al despatx" (fotografia publicada a Moments Viscuts, auto-biografia)

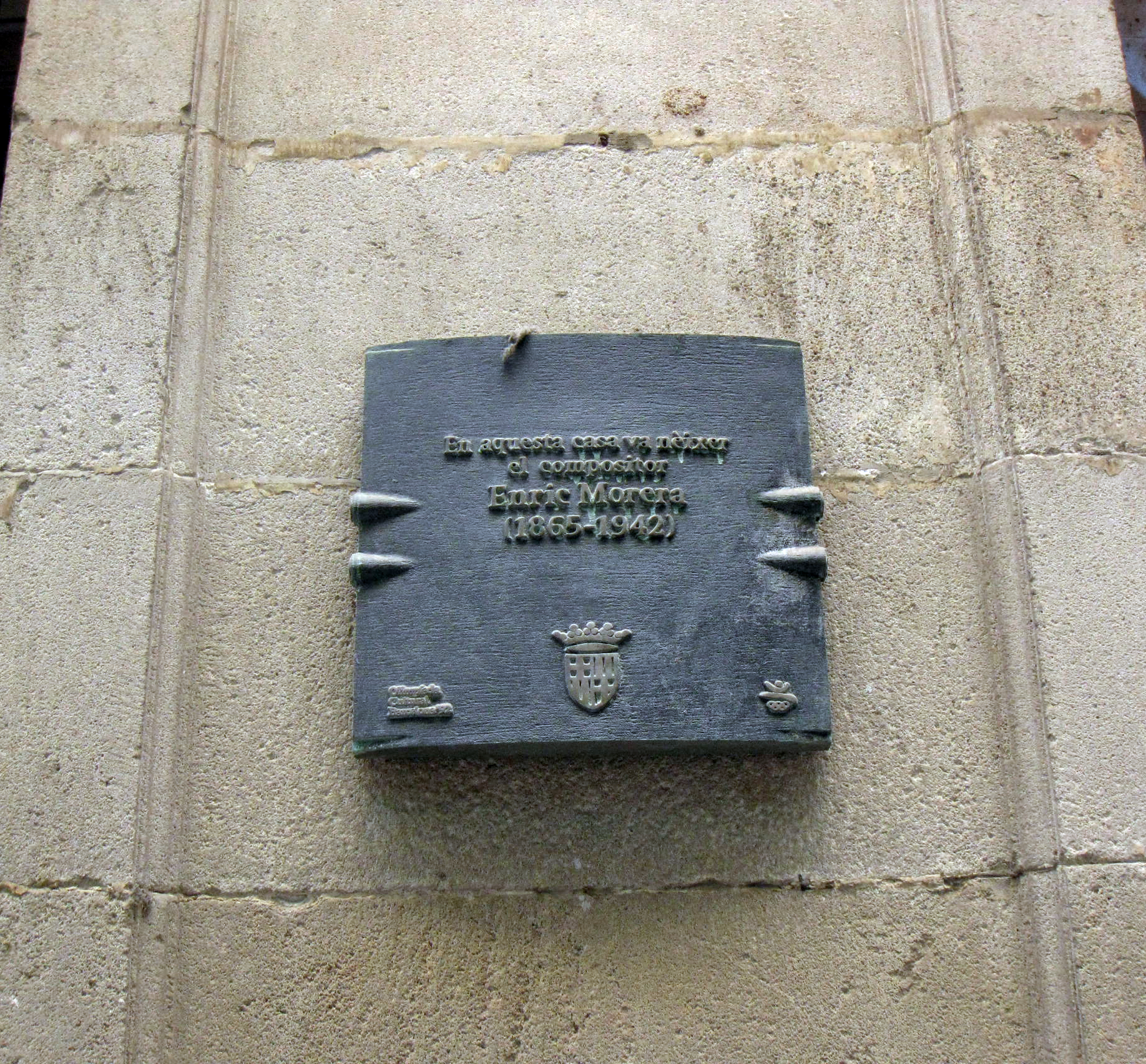
Placa de l'edifici carrer del Cometa, núm. 4, a Barcelona, on va néixer Enric Morera

### Formació musical i primer viatge a Barcelona

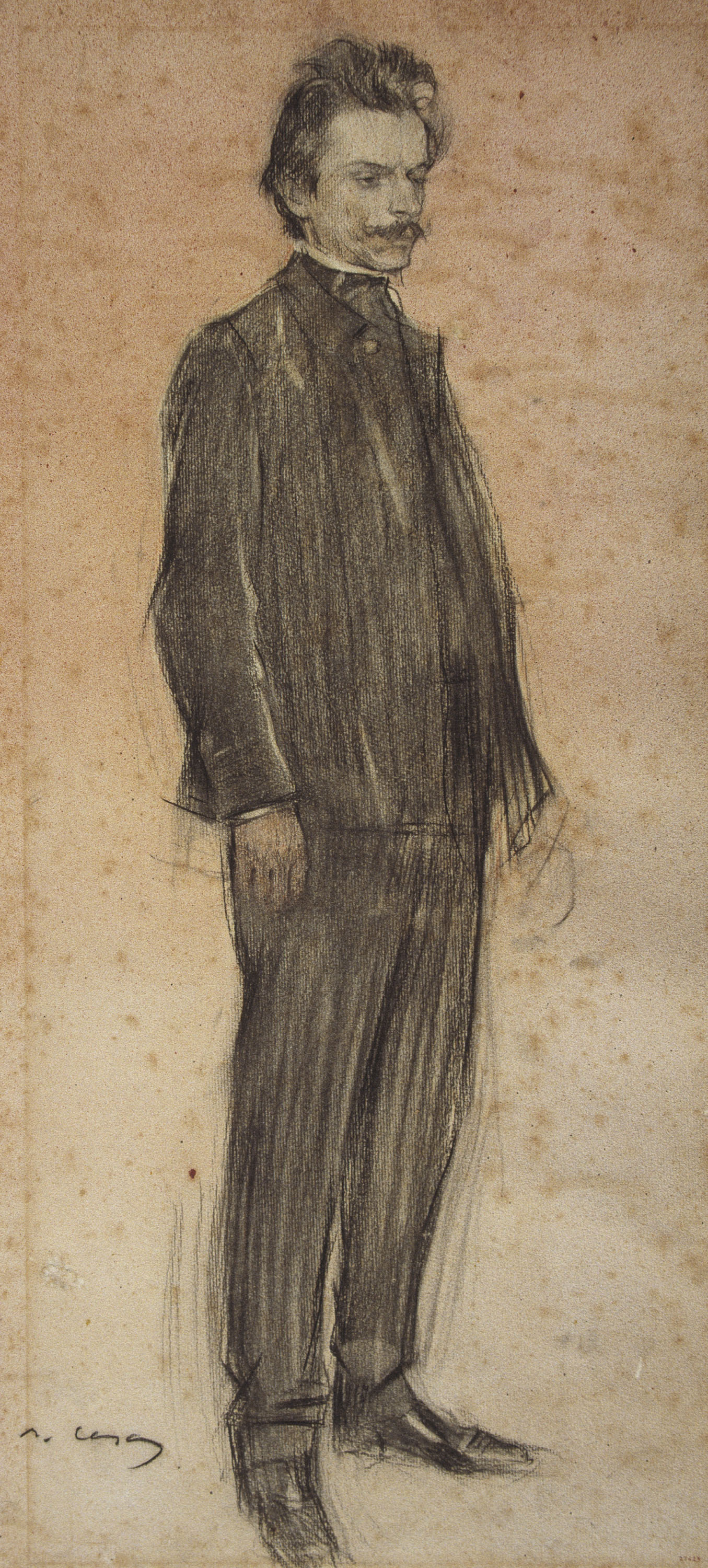
Morera vist per Ramon Casas (MNAC).

Enric Joan Lluís Gonçaga Morera i Viura va néixer a Barcelona la mitjanit del 22 de maig de 1865 al carrer del Cometa, fill d'Antoni Morera i Gorchs i de la seva esposa, Maria Viura i Vila. El seu pare, el 1867, va decidir marxar a fer fortuna a Buenos Aires (Argentina), com a músic. Un cop a Buenos Aires, va aconseguir una plaça al Teatro Alcázar com a contrabaixista i, a més a més, va donar lliçons de piano. És, doncs, lògic i natural que fos el mateix pare qui ensenyés al seu fill, l'Enric, el camí de la música i li donés les primeres lliçons. Així, no és gens estrany que l'Enric Morera aprengués ràpidament solfeig i piano. Més tard, se li designà un altre mestre perquè li ensenyés a tocar el violí.
El 1881, la família Morera, que havia tornat a Barcelona, va cercar-li a l'Enric un nou mestre de música, el senyor Tolosa, el qual li va donar lliçons de piano, violí i harmonia. En aquesta època, després de presenciar un concert al Liceu del pianista Isaac Albéniz, va esdevenir-ne deixeble i va romandre uns quants mesos sota la seva direcció, rebent lliçons de piano. Posteriorment, aquesta relació inicial d'alumne-mestre es va transformar en una relació d'autèntica amistat. A causa de la marxa a l'estranger d'Albéniz, Morera es va buscar dos nous professors: el famós pianista Carles Gumersind Vidiella i Esteba i el violinista Ernesto Cioffi.
Més endavant, Enric Morera va tornar a l'Argentina i es va establir un altre cop a Còrdova, on va treballar donant lliçons de música als cafès i teatres.

### Estada a Brussel·les
Quan tot just acabava de fer vint anys va aconseguir anar-se'n a Bèlgica: "Després de dues anyades seguides de sacrificis i estalvis, veient-se amb uns quants centenars de pesos arreconats; amb la vènia dels seus pares bondadosos, i amb el frenesí i la joia esborronadora de l'assedegat que albira (encara que al lluny) una font d'aigua fresca i regalada, s'embarcà amb rumb a Europa, decidit envers Bèlgica".
Allà va estudiar harmonia amb el professor Felip Fiévez, sense entrar mai al Conservatori. Això no obstant, va fer coneixença i amistat amb eminents músics d'aquell país, com: Paul Gilson, Dupont, Eugène Ysaÿe, François-Auguste Gevaert o Edgar Tinel.

### Retorn a Barcelona
El 1890, després de cinc anys d'estudiar a Bèlgica, Morera va decidir tornar a Barcelona. Aquesta data marca el final de la primera etapa de la carrera musical del compositor, durant la qual va rebre les influències més contraposades, des de la música primitiva dels inques i altres races sud-americanes, fins als nous corrents musicals descoberts durant la seva estada a Bèlgica.
L'Enric Morera es va donar a conèixer a Barcelona el 1893, gràcies a una composició orquestral titulada Dansa de gnoms, estrenada a la veterana Associació Musical.
Això no obstant, el seu moment de més reconeixement va arribar gràcies al poema simfònic Introducció a l'Atlàntida, inspirat en la magna creació poètica de mossèn Cinto Verdaguer. Des d'aquell moment, diversos poetes i dramaturgs van cercar la col·laboració d'en Morera. El més rellevant va ser Àngel Guimerà i Jorge.
Mentrestant, Morera s'anava relacionant amb el grup del modernisme català i freqüentava sovint Sitges, on va establir amistat amb el capdavanter del moviment modernista, Santiago Rusiñol i Prats, que li va escriure L'alegria que passa (1898). L'any anterior s'havia estrenat La Fada al Teatro del Prado de Sitges, un drama líric amb text de Jaume Massó i Torrents, en el marc de les festes modernistes de Sitges.

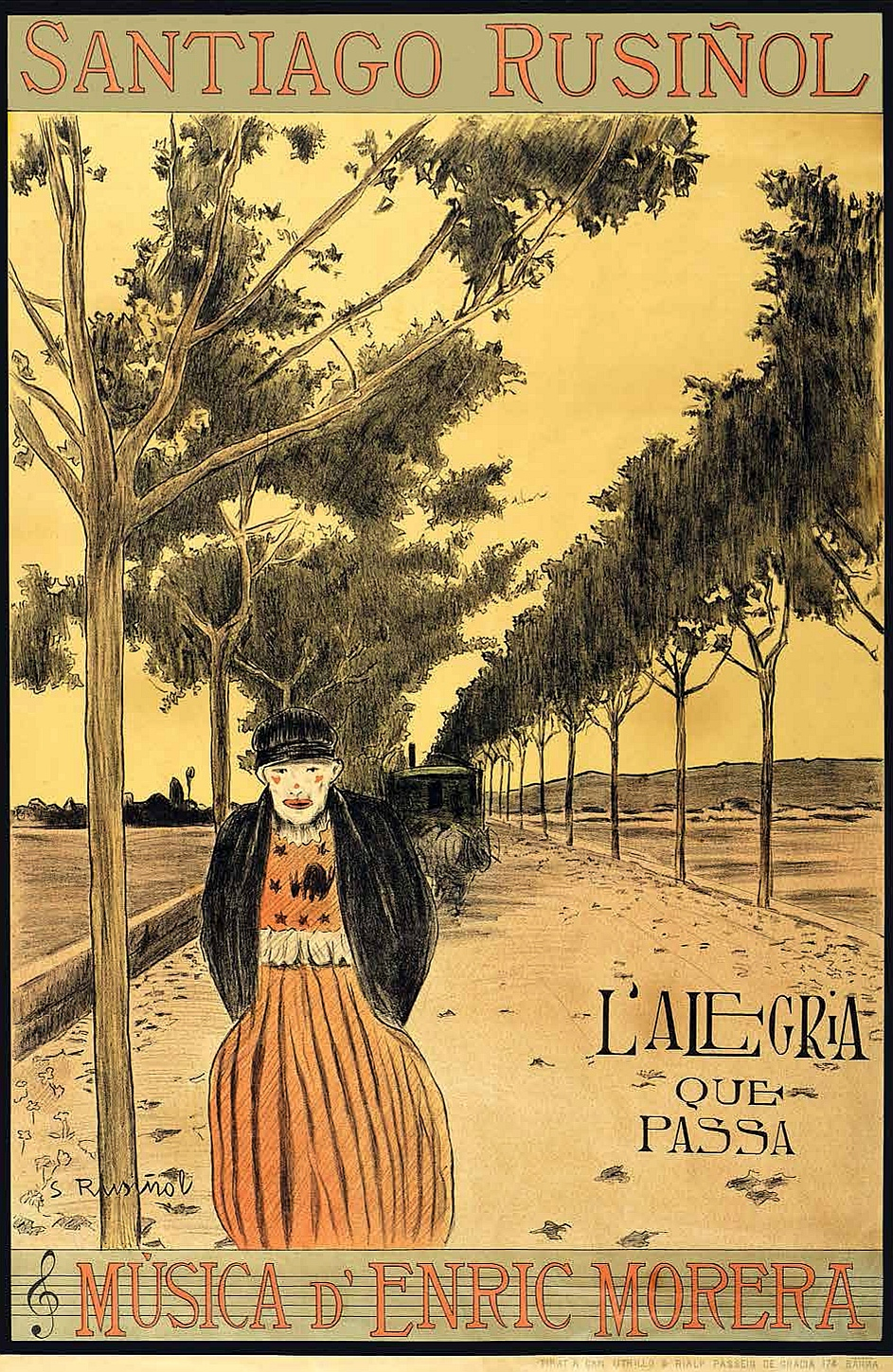
Música d'Enric Morera per a l'obra de teatre "L'alegria que Passa" de Santiago Rusiñol de l'any 1898

El 1895 Enric Morera va fundar la Societat Coral Catalunya Nova, formada per cantaires procedents de la classe obrera, i durant alguns anys va dirigir la "Asociación Euterpense". Per aquest motiu va escriure diverses obres per a cor, com: La musa del travall: cançó de l'obrer corista (lletra de M. Casanovas) o Himne de nostra parla (lletra de Guimerà). També va harmonitzar diverses cançons populars catalanes, com: Sota de l'om, Muntanyes del Canigó, Sant Ramon, El rossinyol o Els segadors.
El 22 de novembre de 1897 es va casar amb la sitgetana Maria Riera i Mestre, al santuari del Vinyet. Van tenir dos fills: Jordi i Maria. Jordi Morera i Riera va morir als 16 anys el 20 de novembre de 1914 arran de l'epidèmia de febre tifoide de Barcelona, la darrera d'aquest tipus de la ciutat.

### Teatre líric català
Així mateix, va ser un dels fundadors del Teatre Líric Català. Va posar música a La nit de l'amor, novament de Rusiñol, incloent-hi una sardana coral que va assolir un gran èxit. Va publicar el Tractat d'harmonia i va escriure la sardana Enyorança, durant una estada infructuosa a Madrid. En tornar a Barcelona va participar en els Espectacles i Audicions Graner, amb música d'escena per a obres com El comte Arnau (1905), de Josep Carner, La Santa Espina (1907) d'Àngel Guimerà, la sardana de la qual és una de les seves obres mestres, i també Don Joan de Serrallonga, amb text de Víctor Balaguer arranjat per Francesc Pujols. Va estrenar al Liceu l'òpera Empòrium (1906), amb text d'Eduard Marquina, i l'obra lírica en tres actes Bruniselda (1906).
El 1909 va tornar a l'Argentina per realitzar l'antic somni del seu pare de fer fortuna. Allí va rebre l'encàrrec de fer l'Himno a la Patria per commemorar el centenari de la independència de l'Argentina. El 1911 va tornar a Barcelona, on ocupà el càrrec de sotsdirector de l'Escola Municipal de Música de Barcelona fins a la seva jubilació i, per altra banda, va ser professor d'harmonia i contrapunt; va influir en un gran nombre de músics més joves, entre ells Joaquim Salvat, Xavier Montsalvatge i Bassols, Pere-Enric de Ferran i de Rocabruna, Jaume Pahissa i Jo, Josep Guinart, Joan Pich Santasusana o Jaume Llobet.

## Obra

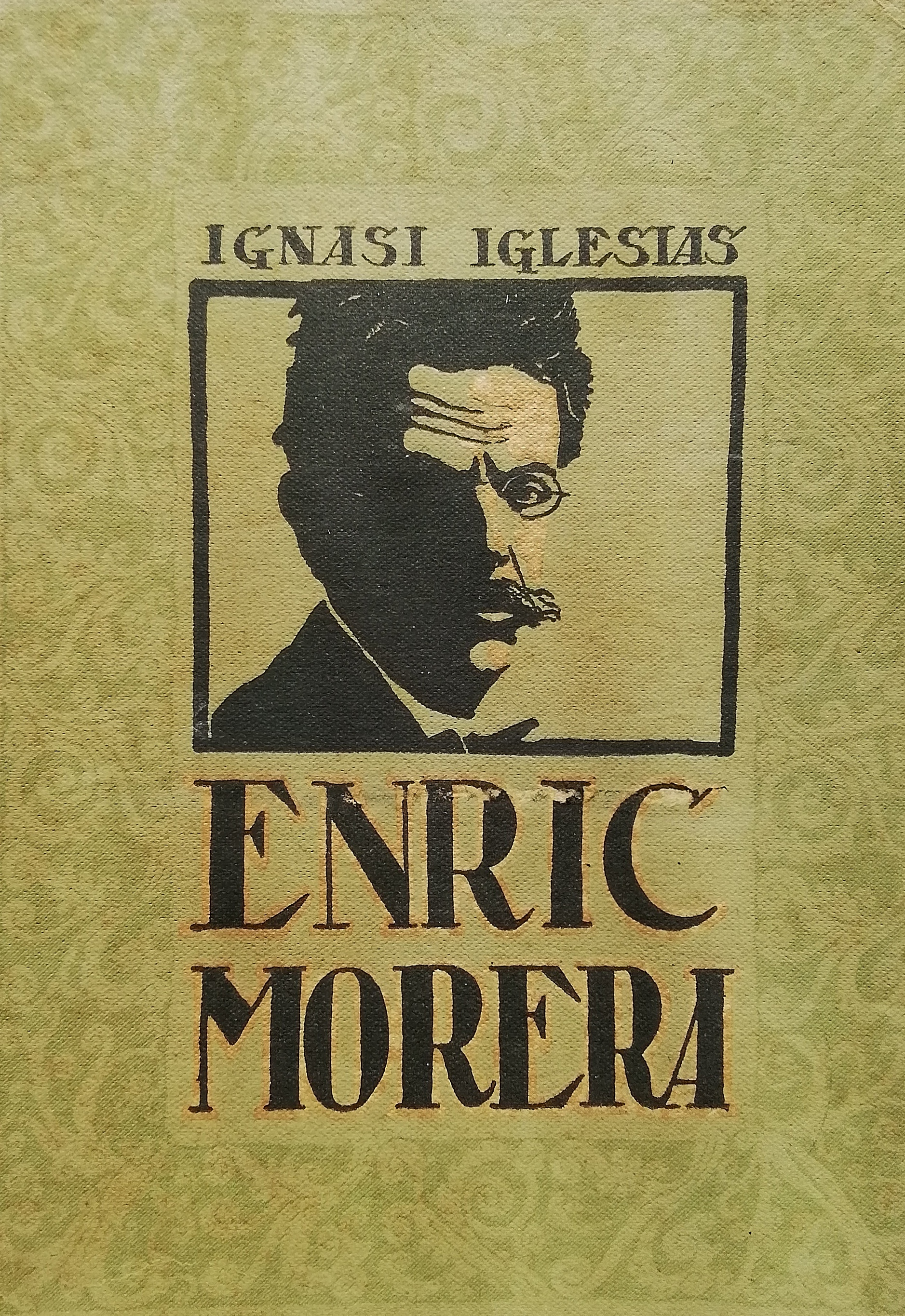
Estudi biogràfic sobre Enric Morera, escrit per Ignasi Iglesias l'any 1921

Enric Morera va ser el músic amb més talent dramàtic i el que millor va servir els ideals del teatre líric modernista. Va ser, també, el més decidit defensor dels plantejaments del teatre líric en català, per al qual va comptar amb la cooperació dels més eminents llibretistes del moment, prova de la seva capacitat de convocatòria. Per a ell, l'activitat lírica no consistia a repetir els mateixos esquemes del gènere castellà, sinó que s'havia de configurar un tipus d'obra que, aproximant-se als ideals teatrals en voga des de la renovació wagneriana, comptessin amb una adequada preocupació per tots els components que conformaven les obres; la partitura no havia de ser, doncs, l'única que calia tenir en compte, sinó que s'havien d'oferir espectacles totals, complets i d'alt nivell artístic.
La música del postromanticisme germànic va marcar essencialment la formació temperamental de l'Enric Morera, que va compondre la major part de la seva obra imbuït del credo wagnerià, àvid d'assimilar les seves constants líriques i la seva original construcció sonora. La seva permanència en els programes dels concerts ha estat sempre difícil i forçada, mentre que les seves radiants sardanes no han necessitat cap estímul especial per mantenir-se en un sempre creixent nivell d'estima i popularitat.
Davant la Verge, Planyivola, La nit de l'amor, La Santa Espina i tantes altres són una mostra de com el compositor va arribar a vitalitzar una tradició mantinguda fins llavors per músics d'escassa formació tècnica, que va trobar en la facilitat d'escriptura de Morera l'oportunitat de perpetuar-se sense pèrdua de les seves essències expressades i amb un llenguatge viu, directe i natural. Encara és un exemple més convincent d'aquesta sincera adopció de la lírica popular el tríptic coral format per Les fulles seques', La sardana de les monges i Empordà i Rosselló, valorat pels textos de Guimerà i Maragall. En aquests tres poemes, el sentit descriptiu i la riquesa harmònica ja no són els d'un art menor o costumista i, tanmateix, situen perfectament a Morera entre els compositors que més directament van saber traduir el sentiment popular.
Les seves sardanes escrites per a cobla, sovint instrumentades per Josep Serra i Bonal i estrenades per la cobla "La Principal de Peralada", són una bella mostra del caràcter que tradueix l'imaginari social, sentiment i nacionalista: "Baixant de la font del gat", "Serra amunt", "La font de l'Albera", "Davant la verge", "Festa major", i "La nostra Roser", la darrera de l'any 1940.
Va morir a Barcelona l'11 de març de 1942.

## Obres

### Cançons
- Cançons populars catalanes harmonitzades - 1910
- Cançons de carrer - 1926, poemes de Josep Maria de Sagarra
- La cançó dels catalans - 1930
- Dotze cançons del Llibre de la Pàtria - 1936, text de Josep Vives i Miret

### Misses
- Missa de rèquiem a veus soles - 1899[10]

### Música escènica

#### Òperes
- La fada - 1897, text de Massó i Torrents, estrenada a Sitges, en les Festes Modernistes
- Empòrium - 1906, estrena al Gran Teatre del Liceu
- Bruniselda - 1906, estrena al Gran Teatre del Liceu
- Titaina - 1912, llibret d'Àngel Guimerà, estrena al Gran Teatre del Liceu
- Tassarba - 1916, estrena al Gran Teatre del Liceu

#### Música incidental i sarsueles

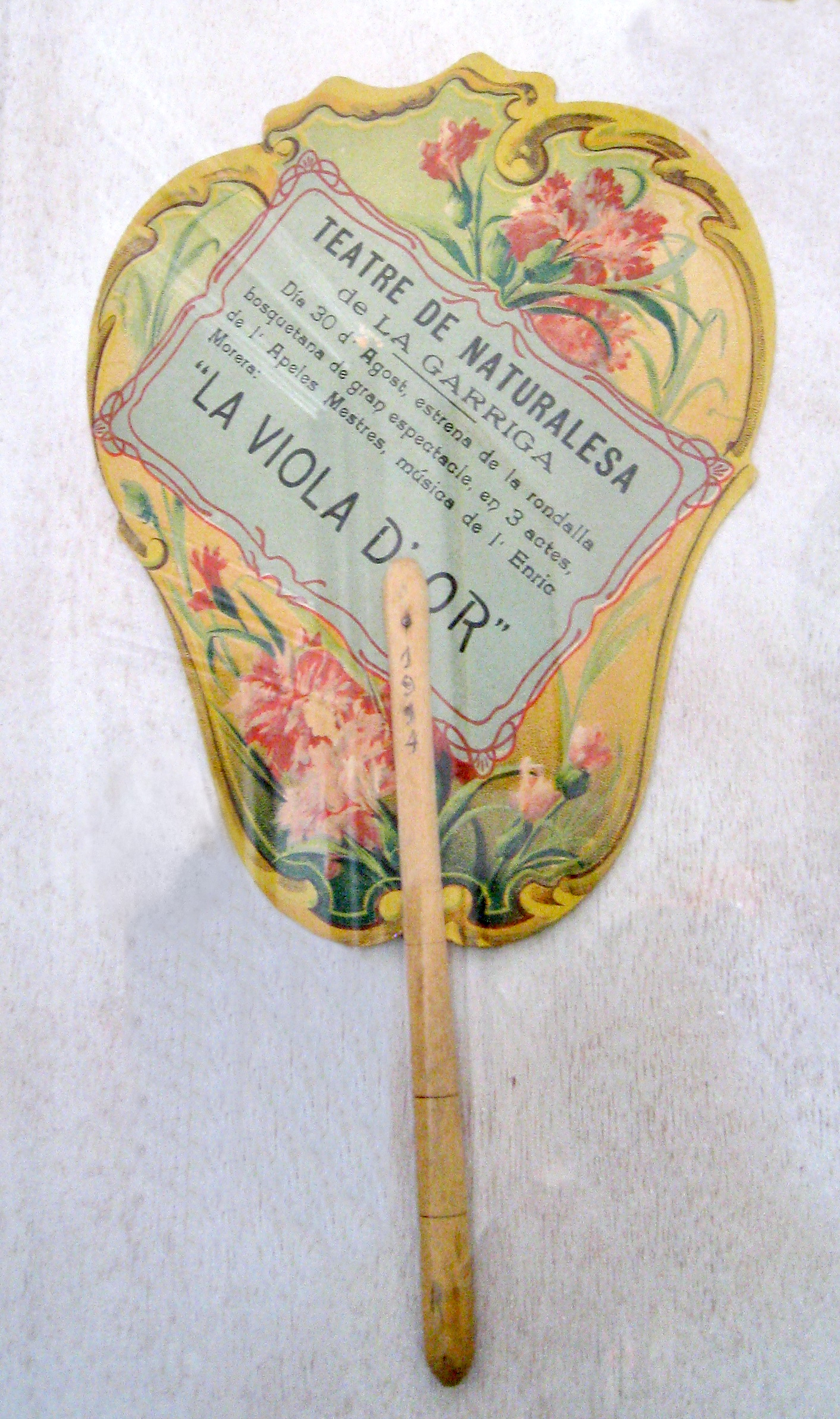
Ventall distribuït al públic al Teatre de la Naturalesa de la Garriga, en ocasió de l'estrena de La viola d'or, el 30 d'agost de 1914

- Andreu el navegant, llibret de Josep Maria de Sagarra
- Jesús de Nazareth - 1893, drama d'Àngel Guimerà, estrenat al Teatre Novedades de Barcelona
- Les monges de Sant Aimant - 1895 (24 d'abril), drama d'Àngel Guimerà, estrenat al Teatre Novedades de Barcelona
- L'alegria que passa - 1898, text de Santiago Rusiñol
- La nit de l'amor - 1901, text de Santiago Rusiñol
- Cigales i formigues, de Santiago Rusiñol - 1901 (20 de febrer)
- Las caramellas - 1902, sarsuela
- El comte Arnau - 1905 (12 d'octubre),[11] text de Josep Carner, estrenat al Teatre Principal de Barcelona
- La Santa Espina (rondalla) - 1906, text d'Àngel Guimerà, estrenat al Teatre Principal de Barcelona
- La reina vella - 1908, drama d'Àngel Guimerà, estrenat al Teatre Principal de Barcelona
- La Baldirona - 1914, sarsuela, text d'Àngel Guimerà, estrenada al Teatre Principal de Barcelona
- Baixant de la Font del Gat, o, La Marieta de l'ull viu - 1922, 15 d'abril, text d'Amichatis i Gastó A. Màntua
- Don Joan de Serrallonga, text de Francesc Pujols, basada en l'obra homònima de Víctor Balaguer, estrenada al Teatre Tívoli de Barcelona - 1922 (7 d'octubre)
- El castell dels tres dragons gatada, text de Frederic Soler "Pitarra" i arranjaments de Francesc Pujols, estrenada al teatre Tívoli de Barcelona, el 2 de desembre de 1922.
- Sirenes i mariners - 1933
- El ferrer de tall - 1923
- La viola d'or - 1914 (30 d'agost), amb llibret d'Apel·les Mestres, estrenada al Teatre de la Naturalesa de la Garriga
- Nit de Nadal

### Obres simfòniques i de cambra
- Minuet per a quartet de corda -1889
- Introducció a l'Atlàntida, poema simfònic -1893
- Dansa del gnoms - 1893, scherzo per a orquestra
- Indíbil i Mandoni. Cant III. Marxa al suplici - cap a 1895. Poema simfònic. Sobre el poema Indíbil i Mandoni d'Àngel Guimerà.
- Concert per a violoncel i orquestra -1917
- El poema de la Nit i el Dia i de la Terra i de l'Amor, poema simfònic - 1920, text de Joan Llongueres
- Catalònia
- Sonata per a violí i piano

### Sardanes
- La Santa Espina
- Enyorança - 1905
- La Festa major
- L'Empordà - 1908, sobre un poema de Joan Maragall
- Les fulles seques - 1909, d'un poema d'Àngel Guimerà
- La Baldirona (1914)
- La sardana de les monges - 1919, d'un poema d'Àngel Guimerà, estrenada al Teatre El Dorado de Barcelona per l'Orfeó Gracienc
- La sardana de la Pàtria - 1921, sobre un poema de Joan Llongueres
- Baixant de la font del gat - 1922
- La font de l'Albera - 1922
- Mar lliure - 1935
- La nostra Roser - 1941
- Catalunya
- Girona
- Les neus que es fonen
- Serra Amunt

## Homenatges
El nom d'Enric Morera és comú al nomenclàtor viari de Catalunya. Així, trobem vies anomenades «carrer d'Enric Morera» als municipis de Rubí, Sant Pol de Mar, Vila-seca, Sentmenat, Lliçà d'Amunt, Sitges, el Pla de Santa Maria, Pallejà, Torre-serona, Calonge i Sant Antoni, la Torre de Claramunt, Tordera, Prades, Blanes, Balaguer, Manresa, Castell d'Aro, Platja d'Aro i s'Agaró, Arenys de Munt, Sant Boi de Llobregat, Cànoves i Samalús, Sant Just Desvern, Caldes de Montbui, Sant Pere de Vilamajor, Esplugues de Llobregat, Cubelles, Montornès del Vallès, el Prat de Llobregat, Mollet del Vallès, l'Ametlla del Vallès, Santa Coloma de Gramenet, Cerdanyola del Vallès, Moià, Granollers, Montcada i Reixac, Sant Pere de Ribes, el Vendrell, Palafrugell, el Masnou, Sant Quirze del Vallès, l'Hospitalet de Llobregat, Calafell, Barcelona, el Catllar, Cervelló, Viladecans, Esparreguera, Torroella de Montgrí, Sils, Gavà, Salou, Cambrils, Tarragona, Cardedeu i Mont-ras.
A Sant Just Desvern i a Calonge i Sant Antoni, on ja hi ha el carrer d'Enric Morera, tal com hem comentat, també hi trobem una plaça amb el mateix nom. També hi ha la «plaça d'Enric Morera» a Badalona, Sabadell i Figueres.
Trobem el «passatge d'Enric Morera» a Taradell i Roda de Ter. Finalment, a Vilassar de Dalt trobem el «carrer del Mestre Enric Morera»; a Cassà de la Selva, el «carrer del Músic Enric Morera»; i a Castellbisbal i Martorell el «carrer del Mestre Morera».
Encara a Barcelona hi ha l'Escola Mestre Morera.

## Any Morera
El 2015 se celebra l'Any Enric Morera. Els membres que formen part de la comissió organitzadora són el Conseller de Cultura, Ferran Mascarell; el Director del Museu de la Música i Centre Robert Gerard, Jaume Ayats; el Director de l'Àrea de Música de l'ICEC, Albert Bardolet; el Director de Cultura Popular de l'ICUB, Francesc Fabregat; el President del Moviment Coral Català, Martí Ferrer; el Director de l'Auditori, Joaquim Garrigosa; la representant de la família Morera, Roser Junquera; el Director del Palau de la Música Catalana, Joan Oller; el Director General, Lluís Puig i la cap de Servei de Recerca i Protecció, Verònica Guarch, de la Direcció General de Cultura Popular, Associacionisme i Acció Culturals; el President de la Confederació Sardanista de Catalunya, Joaquim Rucabado i la Directora de la Biblioteca de Catalunya, Eugènia Serra i Vinyet Panyella, Directora-gerent del Consorci del Patrimoni de Sitges.